# Ботовское сельское поселение (Тверская область)
Ботовское се́льское поселе́ние — упразднённое муниципальное образование в Осташковском районе Тверской области Российской Федерации.
Административный центр — деревня Заборье.

## Географические данные
- Общая площадь: 256,1 км²
- Нахождение: западная часть Осташковского района
  - Граничит:
    - на севере — с Залучьенским СП и Мошенским СП
    - на востоке — с озером Селигер
    - на юге — с Хитинским СП
    - на западе — со Свапущенским СП

Поселение расположено на западном берегу озера Селигер. Другие озёра — Сабро, Серменок, Корегощ, Кривское. По поселению проходит автодорога Осташков — Волговерховье.
На территории поселения находится Селигерский муравьиный заказник.

## История
В XV—XVII вв. территория поселения находилась на границе Новгородских и Ржевских земель. Северная часть относилась к волости Березовец Деревской пятины Новгородской земли, южная — к волости Кличен Ржевского уезда.
С XVIII века территория поселения входила:
- в 1708—1727 гг. в Санкт-Петербургскую (Ингерманляндскую 1708—1710 гг.) губернию, Тверскую провинцию,
- в 1727—1775 гг. в Новгородскую губернию, Тверскую провинцию,
- в 1775—1796 гг. в Тверское наместничество, Осташковский уезд,
- в 1796—1929 гг. в Тверскую губернию, Осташковский уезд,
- в 1929—1935 гг. в Западную область, Осташковский район,
- в 1935—1990 гг. в Калининскую область, Осташковский район
- с 1990 в Тверскую область, Осташковский район.

В середине XIX-начале XX века большинство деревень поселения относились к Ботовской волости Осташковского уезда.
Образовано в 2005 году, включило в себя территорию Ботовского и часть территории Залучьенского сельских округов.
Законом Тверской области от 17 апреля 2017 года № 27-ЗО, все муниципальные образования Осташковского района были преобразованы в Осташковский городской округ.

## Население
| 2005 | 2008 | 2010 | 2011 | 2012 | 2013 | 2014 |
| ---- | ---- | ---- | ---- | ---- | ---- | ---- |
| 783  | ↗799 | ↘644 | ↘640 | ↘636 | ↗666 | ↘649 |
| 2015 | 2016 | 2017 |      |      |      |      |
| ↗650 | ↘624 | ↗627 |      |      |      |      |

## Состав сельского поселения
На территории поселения находятся следующие населённые пункты:
| №  | Населённый пункт     | Тип населённого пункта          | Население |
| -- | -------------------- | ------------------------------- | --------- |
| 1  | Бараново             | деревня                         | ↘12       |
| 2  | Ботово               | деревня                         | ↘1        |
| 3  | Выворожье            | деревня                         | →0        |
| 4  | Горка                | деревня                         | ↘1        |
| 5  | Гуща                 | деревня                         | ↗48       |
| 6  | Дроздово             | деревня                         | ↘16       |
| 7  | Дубье                | деревня                         | ↗9        |
| 8  | Жданское             | деревня                         | ↘5        |
| 9  | Заборки              | деревня                         | ↘19       |
| 10 | Заборье              | деревня, административный центр | ↘34       |
| 11 | Заречье              | деревня                         | ↘1        |
| 12 | Заречье              | деревня                         | ↘25       |
| 13 | Звягино              | деревня                         | ↘20       |
| 14 | Конево               | деревня                         | →0        |
| 15 | Конец                | деревня                         | ↗11       |
| 16 | Неприе               | деревня                         | ↗25       |
| 17 | Никола Рожок         | деревня                         | ↘1        |
| 18 | Новые Ельцы          | деревня                         | ↘194      |
| 19 | Радухово             | деревня                         | ↘5        |
| 20 | Слобода              | деревня                         | ↘17       |
| 21 | Собро                | деревня                         | ↘1        |
| 22 | Турбаза «Сокол»      | населённый пункт                | ↘180      |
| 23 | Турбаза «Хатинь Бор» | населённый пункт                | →0        |
| 24 | Хутора Дубские       | населённый пункт                | ↘1        |
| 25 | Шиловка              | деревня                         | ↘5        |

## Экономика
Сельское хозяйство — совхозы (ООО) «Ботовский» и «Машугиногорский».
Обслуживание отдыхающих (базы отдыха «Сокол», «Хатинь Бор») и дачников.